# Walter Map
Walter Map (* ca.1130/35; † tussen 1208 en 1210) was een Engelse schrijver van Welshe afkomst.
Hij zei zelf van Welshe origine te zijn en meer precies van de Welsh Marches. Details in zijn geschriften doen denken aan Herefordshire. Map studeerde theologie in Parijs waarschijnlijk omstreeks 1160. Dankzij de invloed van zijn ouders werd hij in 1162 in dienst genomen aan het Engelse hof onder Hendrik II van Engeland, hij werd belast met Koninklijke missies bij Lodewijk VII van Frankrijk en bij Paus Alexander II. In 1179 nam hij, in opdracht van de koning, deel aan het derde Concilie van Lateranen. Bij het overlijden van Hendrik II in 1189 verliet Walter Map zijn betrekking aan het Koninklijke hof. In 1183 bekwam Walter een prebende in het diocees van Lincoln, hij werd kanselier van het diocees in 1186. Later werd hij "precentor" in Lincoln en vervolgens kanunnik van St Paul's in Londen en van het diocees van Hereford om ten slotte in 1196 aartsdiaken van Oxford worden. Hij was kandidaat voor de opvolging van William de Vere als Bisschop van Hereford in 1199, maar zonder succes. In 1203 was hij opnieuw kandidaat voor een bisschopszetel, deze keer als Bisschop van St. David, maar ook deze keer werd hij niet aangesteld.
Het enige bewaarde werk dat met zekerheid aan hem kan toegeschreven worden is De Nugis Curialium (1181–1193).

## Uitgaves van zijn werk
- Gualteri Mapes, De nugis curialium distinctiones quinque ed. Thomas Wright. London: Camden Society, 1850 (Latijnse tekst online) (gearchiveerd)
- Walter Map, De nugis curialium ed. M. R. James. Oxford, 1914. Anecdota Oxoniensia, Medieval and modern series, 6 (Latijnse tekst).
- Walter Map's De nugis curialium tr. M. R. James. 1923. Cymmrodorion Record Series no. 9 (Vertaling).
- Walter Map: De nugis curialium. Courtiers' trifles. Edited and translated by M. R. James. Revised by C. N. L. Brooke and R. A. B. Mynors. Clarendon Press, Oxford 1983, ISBN 0-19-822236-X (Latijnse tekst met Engelse vertaling).

## Externe referenties
- (en)  Latin Chroniclers from the Eleventh to the Thirteenth Centuries: Walter Map, in The Cambridge History of English and American Literature, vol. I, 1907–21.
- (en)  Biografie uit de Catholic Encyclopedia

- Bibsys: 3009766
- Biblioteca Nacional de España: XX1355970
- Bibliothèque nationale de France: cb120309445 (data)
- CiNii: DA01817796
- Gemeinsame Normdatei: 118781669
- International Standard Name Identifier: 0000 0001 2144 7731
- Library of Congress Control Number: n82125110
- Bibliotheek van het Japanse parlement: 01071650
- Nationale Bibliotheek van Tsjechië: av20191047081
- Nationale bibliotheek van Australië: 35348172
- Nationale Bibliotheek van Israël: 987007272393705171
- Nationale en Universitaire bibliotheek Zagreb: 000572200
- Nederlandse Thesaurus van Auteursnamen: 069801010
- Réseau des bibliothèques de Suisse occidentale: 02-A000110120
- Istituto Centrale per il Catalogo Unico: CFIV054622
- LIBRIS: 74214
- Système universitaire de documentation: 028482344
- Trove: 912761
- Virtual International Authority File: 98031958
- WorldCat: E39PCjrGvtMfmpDHPmwrJQYGjK